# Alāzman
Alāzman (persiska: الازمن) är en ort i Iran.   Den ligger i provinsen Golestan, i den norra delen av landet, 300 km öster om huvudstaden Teheran. Alāzman ligger 274 meter över havet och antalet invånare är 728.
Terrängen runt Alāzman är varierad. Runt Alāzman är det ganska tätbefolkat, med 134 invånare per kvadratkilometer. Närmaste större samhälle är ‘Alīābād-e Katūl, 4,9 km nordost om Alāzman. I omgivningarna runt Alāzman växer i huvudsak blandskog.